# Euxoa osthelderi
Euxoa osthelderi là một loài bướm đêm trong họ Noctuidae.